# Криптография
Криптогра́фия (от др.-греч. κρυπτός «скрытый» + γράφω «пишу») — наука о математических методах обеспечения конфиденциальности, целостности данных, аутентификации, шифрования.
Изначально криптография изучала методы шифрования информации — обратимого преобразования открытого (исходного) текста на основе секретного алгоритма или ключа в шифрованный текст (шифротекст). Традиционная криптография образует раздел симметричных криптосистем, в которых зашифровывание и расшифровывание проводится с использованием одного и того же секретного ключа.
Пример: Шифр АТБАШ, в котором ключом является перевёрнутый алфавит того языка, на котором шифруется текст.
Помимо этого раздела современная криптография включает в себя асимметричные криптосистемы, системы электронной цифровой подписи (ЭЦП), хеш-функции, управление ключами, получение скрытой информации, квантовую криптографию.
Криптография не является защитой от обмана, подкупа или шантажа законных абонентов, кражи ключей и других угроз информации, возникающих в защищённых системах передачи данных.

## Терминология
- Открытый (исходный) текст — данные (не обязательно текстовые), передаваемые без использования криптографии или другими словами незашифрованные данные.
- Шифротекст, шифрованный (закрытый) текст — данные, полученные после применения криптосистемы (обычно — с некоторым указанным ключом). Другое название: криптограмма.
- Шифр, криптосистема — семейство обратимых преобразований открытого текста в шифрованный.
- Ключ — параметр шифра, определяющий выбор конкретного преобразования данного текста. В современных шифрах криптографическая стойкость шифра целиком определяется секретностью ключа (принцип Керкгоффса). Также выделяют ключ шифрования (encryption key) и ключ расшифрования (decryption key).
- Шифрование — процесс нормального применения криптографического преобразования открытого текста на основе алгоритма и ключа, в результате которого возникает шифрованный текст.
- Расшифровывание — процесс нормального применения криптографического преобразования шифрованного текста в открытый.
- Асимметричный шифр, двухключевой шифр, шифр с открытым ключом — шифр, в котором используются два ключа, шифрующий и расшифровывающий. Зная лишь ключ зашифровывания, нельзя расшифровать сообщение, и наоборот.
- Открытый ключ — тот из двух ключей асимметричной системы, который свободно распространяется. Шифрующий для секретной переписки и расшифровывающий — для электронной подписи.
- Секретный ключ, закрытый ключ — тот из двух ключей асимметричной системы, который хранится в секрете.
- Криптоанализ — наука, изучающая математические методы нарушения конфиденциальности и целостности информации.
- Криптоаналитик — учёный, создающий и применяющий методы криптоанализа.
- Криптография и криптоанализ составляют криптологию как единую науку о создании и взломе шифров (такое деление привнесено с Запада; до этого в СССР и России не применялось специального деления).
- Криптографическая атака — попытка криптоаналитика вызвать отклонения в атакуемой защищённой системе обмена информацией. Успешную криптографическую атаку называют взлом или вскрытие.
- Дешифрование (дешифровка) — процесс извлечения открытого текста без знания криптографического ключа на основе известного шифрованного. Термин дешифрование обычно применяют по отношению к процессу криптоанализа шифротекста (криптоанализ сам по себе, вообще говоря, может заключаться и в анализе криптосистемы, а не только зашифрованного ею открытого сообщения).
- Криптографическая стойкость — способность криптографического алгоритма противостоять криптоанализу.
- Имитозащита — защита от навязывания ложной информации. Другими словами, текст остаётся открытым, но появляется возможность проверить, что его не изменяли ни случайно, ни намеренно. Имитозащита достигается обычно за счёт включения в пакет передаваемых данных имитовставки.
- Имитовставка — блок информации, применяемый для имитозащиты, зависящий от ключа и данных.
- Электронная цифровая подпись, или электронная подпись — асимметричная имитовставка (ключ защиты отличается от ключа проверки). Другими словами, такая имитовставка, которую проверяющий не может подделать.
- Центр сертификации — сторона, чья честность неоспорима, а открытый ключ широко известен. Электронная подпись центра сертификации подтверждает подлинность открытого ключа.
- Хеш-функция — функция, которая преобразует сообщение произвольной длины в число («свёртку») фиксированной длины. Для криптографической хеш-функции (в отличие от хеш-функции общего назначения) сложно вычислить обратную и даже найти два сообщения с общей хеш-функцией.
- Гибри́дная криптосисте́ма — система шифрования, совмещающая преимущества криптосистемы с открытым ключом с производительностью симметричных криптосистем.

## История
История криптографии насчитывает около 4 тысяч лет. В качестве основного критерия периодизации криптографии возможно использовать технологические характеристики используемых методов шифрования.
Первый период (приблизительно с 3-го тысячелетия до н. э.) характеризуется господством моноалфавитных шифров (основной принцип — замена алфавита исходного текста другим алфавитом через замену букв другими буквами или символами). Второй период (хронологические рамки — с IX века на Ближнем Востоке (Ал-Кинди) и с XV века в Европе (Леон Баттиста Альберти) — до начала XX века) ознаменовался введением в обиход полиалфавитных шифров. Третий период (с начала и до середины XX века) характеризуется внедрением электромеханических устройств в работу шифровальщиков. При этом продолжалось использование полиалфавитных шифров.
Четвёртый период — с середины до 70-х годов XX века — период перехода к математической криптографии. В работе Шеннона появляются строгие математические определения количества информации, передачи данных, энтропии, функций шифрования. Обязательным этапом создания шифра считается изучение его уязвимости для различных известных атак — линейного и дифференциального криптоанализа. Однако до 1975 года криптография оставалась «классической», или же, более корректно, криптографией с секретным ключом.
Современный период развития криптографии (с конца 1970-х годов по настоящее время) отличается зарождением и развитием нового направления — криптография с открытым ключом. Её появление знаменуется не только новыми техническими возможностями, но и сравнительно широким распространением криптографии для использования частными лицами (в предыдущие эпохи использование криптографии было исключительной прерогативой государства). Правовое регулирование использования криптографии частными лицами в разных странах сильно различается — от разрешения до полного запрета.
Современная криптография образует отдельное научное направление на стыке математики и информатики — работы в этой области публикуются в научных журналах, организуются регулярные конференции. Практическое применение криптографии стало неотъемлемой частью жизни современного общества — её используют в таких отраслях как электронная коммерция, электронный документооборот (включая цифровые подписи), телекоммуникации и других.

## Современная криптография
Для современной криптографии характерно использование открытых алгоритмов шифрования, предполагающих использование вычислительных средств. Известно более десятка проверенных алгоритмов шифрования, которые при использовании ключа достаточной длины и корректной реализации алгоритма криптографически стойки. Распространённые алгоритмы:
- симметричные DES, AES, ГОСТ 28147-89, ГОСТ 34.12-2018, Camellia, Twofish, Blowfish, IDEA, RC4 и др.;
- асимметричные RSA и Elgamal (Эль-Гамаль);
- хеш-функций SHA-2, SHA-3, ГОСТ Р 34.11-2012 («Стрибог») .

Криптографические методы стали широко использоваться частными лицами в электронных коммерческих операциях, телекоммуникациях и многих других средах.
Во многих странах приняты национальные стандарты шифрования. В 2001 году в США принят стандарт симметричного шифрования AES на основе алгоритма Rijndael с длиной ключа 128, 192 и 256 бит. Алгоритм AES пришёл на смену прежнему алгоритму DES, который теперь рекомендовано использовать только в режиме Triple DES.
В Российской Федерации действует стандарт ГОСТ 34.12-2015 с режимами шифрования блока сообщения длиной 64 («Магма») и 128 («Кузнечик») битов, и длиной ключа 256 бит. Также, для создания цифровой подписи используется алгоритм ГОСТ Р 34.10-2012.

### Криптографические примитивы
В основе построения криптостойких систем лежит многократное использование относительно простых преобразований, так называемых криптографических примитивов.
Клод Шеннон, известный американский математик и электротехник, предложил использовать подстановки (англ. substitution) и перестановки (англ. permutation). Схемы, которые реализуют эти преобразования, называются SP-сетями. Нередко используемыми криптографическими примитивами являются также преобразования типа циклический сдвиг или гаммирование. Ниже приведены основные криптографические примитивы и их примеры их использования.
- Симметричное шифрование. Заключается в том, что обе стороны-участники обмена данными имеют абсолютно одинаковые ключи для шифрования и расшифровки данных. Данный способ осуществляет преобразование, позволяющее предотвратить просмотр информации третьей стороной. Пример: книжный шифр.
- Асимметричное шифрование. Предполагает использовать в паре два разных ключа — открытый и секретный (закрытый). В асимметричном шифровании ключи работают в паре — если данные шифруются открытым ключом, то расшифровать их можно только соответствующим секретным ключом, и наоборот — если данные шифруются секретным ключом, то расшифровать их можно только соответствующим открытым ключом. Использовать открытый ключ из одной пары и секретный с другой — невозможно. Каждая пара асимметричных ключей связана математическими зависимостями. Данный способ также нацелен на преобразование информации от просмотра третьей стороной.
- Подписи используются для подтверждения личности с древних времёнЦифровые подписи. Цифровые подписи используют для установления подлинности документа, его происхождения и авторства, их использование исключает искажения информации в электронном документе.
- Хеширование. Преобразование входного массива данных произвольной длины в выходную битовую строку фиксированной длины. Такие преобразования также называются хеш-функциями или функциями свёртки, а их результаты называют хеш-кодом, контрольной суммой или дайджестом сообщения (англ. message digest). Результаты хеширования статистически уникальны. Последовательность, отличающаяся хотя бы одним байтом, не будет преобразована в то же самое значение.

### Криптографические протоколы
Криптографическим протоколом называется абстрактный или конкретный протокол, включающий набор криптографических алгоритмов. В основе протокола лежит набор правил, регламентирующих использование криптографических преобразований и алгоритмов в информационных процессах.
Примеры криптографических протоколов: доказательство с нулевым разглашением, забывчивая передача, протокол конфиденциального вычисления.

## Государство, законодательство, философия и криптография

### В России
В Российской Федерации коммерческая деятельность, связанная с использованием криптографических средств, подлежит обязательному лицензированию. С 22 января 2008 года действовало постановление Правительства РФ от 29 декабря 2007 № 957 (отменено постановлением Правительства РФ от 16 апреля 2012 г. № 313) «Об утверждении положений о лицензировании отдельных видов деятельности, связанных с шифровальными (криптографическими) средствами», которым приняты положения о лицензировании деятельности по:
- распространению шифровальных (криптографических) средств;
- техническому обслуживанию шифровальных (криптографических) средств;
- предоставлению услуг в области шифрования информации;
- разработке, производству шифровальных (криптографических) средств, защищённых с использованием шифровальных (криптографических) средств информационных и телекоммуникационных систем.

Приложения к данному постановлению содержали жёсткие требования к лицу-соискателю лицензии, включая его образование, квалификацию, стаж, требования к помещению, охране, информационной и эксплуатационной безопасности при разработке и реализации средств. К примеру, требуется «наличие в штате у соискателя … следующего квалифицированного персонала:
руководитель и (или) лицо, уполномоченное руководить работами по лицензируемой деятельности, имеющие высшее профессиональное образование и (или) профессиональную подготовку в области информационной безопасности, а также стаж работы в этой области не менее 5 лет; инженерно-технические работники, имеющие высшее профессиональное образование или прошедшие переподготовку … в области информационной безопасности с получением специализации, необходимой для работы с шифровальными (криптографическими) средствами».
В настоящее время действует также приказ ФСБ от 9 февраля 2005 г. № 66 «Об утверждении положения о разработке, производстве, реализации и эксплуатации шифровальных (криптографических) средств защиты информации (положение пкз-2005)», который определяет порядок разработки и эксплуатации криптографических средств.
В частности, согласно приказу, средства криптографии реализуются «юридическим лицом или индивидуальным предпринимателем, имеющим право на осуществление данного вида деятельности, связанного с шифровальными (криптографическими) средствами — вместе с правилами пользования ими, согласованными с ФСБ России».
Ещё раньше был издан указ Президента РФ от 3 апреля 1995 № 334 «О мерах по соблюдению законности в области разработки, производства, реализации и эксплуатации шифровальных средств, а также предоставления услуг в области шифрования информации», постановивший «запретить использование государственными организациями и предприятиями в информационно-телекоммуникационных системах шифровальных средств, включая криптографические средства обеспечения подлинности информации (электронная подпись), и защищённых технических средств хранения, обработки и передачи информации, не имеющих сертификата Федерального агентства правительственной связи и информации при Президенте Российской Федерации, а также размещение государственных заказов на предприятиях, в организациях, использующих указанные технические и шифровальные средства, не имеющие сертификата Федерального агентства правительственной связи и информации при Президенте Российской Федерации»
.
Относительно юридических лиц и предпринимателей, желающих разрабатывать либо реализовывать криптосистемы, существуют п. 5―11 ст. 17 Федерального Закона от 08.08.2001 № 128-ФЗ «О лицензировании отдельных видов деятельности»:
5) деятельность по распространению шифровальных (криптографических) средств;
6) деятельность по техническому обслуживанию шифровальных (криптографических) средств;
7) предоставление услуг в области шифрования информации;
8) разработка, производство шифровальных (криптографических) средств, защищённых с использованием шифровальных (криптографических) средств информационных систем, телекоммуникационных систем;
10) деятельность по разработке и (или) производству средств защиты конфиденциальной информации;

11) деятельность по технической защите конфиденциальной информации.
Постановление Правительства РФ от 16 апреля 2012 г. № 313 «Об утверждении Положения о лицензировании деятельности по разработке, производству, распространению шифровальных (криптографических) средств, информационных систем и телекоммуникационных систем, защищённых с использованием шифровальных (криптографических) средств, выполнению работ, оказанию услуг в области шифрования информации, техническому обслуживанию шифровальных (криптографических) средств, информационных систем и телекоммуникационных систем, защищённых с использованием шифровальных (криптографических) средств (за исключением случая, если техническое обслуживание шифровальных (криптографических) средств, информационных систем и телекоммуникационных систем, защищённых с использованием шифровальных (криптографических) средств, осуществляется для обеспечения собственных нужд юридического лица или индивидуального предпринимателя)» отменило действие постановления Правительства Российской Федерации от 29 декабря 2007 г. № 957 «Об утверждении положений о лицензировании отдельных видов деятельности, связанных с шифровальными (криптографическими) средствами» и вводит новые[какие?] ограничения.
- Национальный технологический центр по цифровой криптографии (НТЦЦК) будет обеспечивать частно-государственное взаимодействие и развитие технологий криптографии. Проект реализуется Минцифры совместно с ФСБ; создание НТЦЦК предусмотрено федеральным проектом «Информационная безопасность» национальной программы «Цифровая экономика». Изначально планировалось создать данный центр в 2024 г., но из-за геополитической ситуации сроки запуска НТЦЦК были перенесены на конец 2022 — начало 2023 гг. Расходы федерального бюджета на создание центра в 2021—2024 гг. составят 11,5 млрд руб.[5]

### Экспортный контроль
В некоторых странах есть ограничения на экспорт криптографического программного обеспечения.
США разрешает экспорт программного обеспечения без ограничений, если все следующие пункты выполнены:
- код регулируется экспортными ограничениями ECCN 5D002[уточнить];
- код публично доступен;
- послано уведомление в Бюро промышленности и безопасности США.

Среди свободного программного обеспечения, после выполнения всех оговорённых пунктов, экспорт разрешается для национальных интернет-браузеров и специальных программ, например, TrueCrypt.
В Российской Федерации процедура выдачи лицензии на экспорт шифровальных средств регламентирована «Положением о порядке лицензирования экспорта и импорта товаров (работ, услуг) в Российской Федерации», утверждённым постановлением Правительства РФ от 31 октября 1996 г. № 1299, а также рядом других подзаконных актов МВЭС и упразднённого Министерства торговли. Лицензия является официальным документом, разрешающим осуществление экспортных или импортных операций в течение установленного срока. Следует подчеркнуть, что лицензии оформляются на каждый вид товара в соответствии с товарной номенклатурой внешнеэкономической деятельности независимо от количества наименований товаров, включённых в контракт (договор). Лицензии могут быть разовыми или генеральными. Разовая лицензия выдается для осуществления экспортной или импортной операции по одному контракту (договору) сроком до 12 текущих месяцев, начиная с даты выдачи лицензии.